# Franciszek Maria Lanci

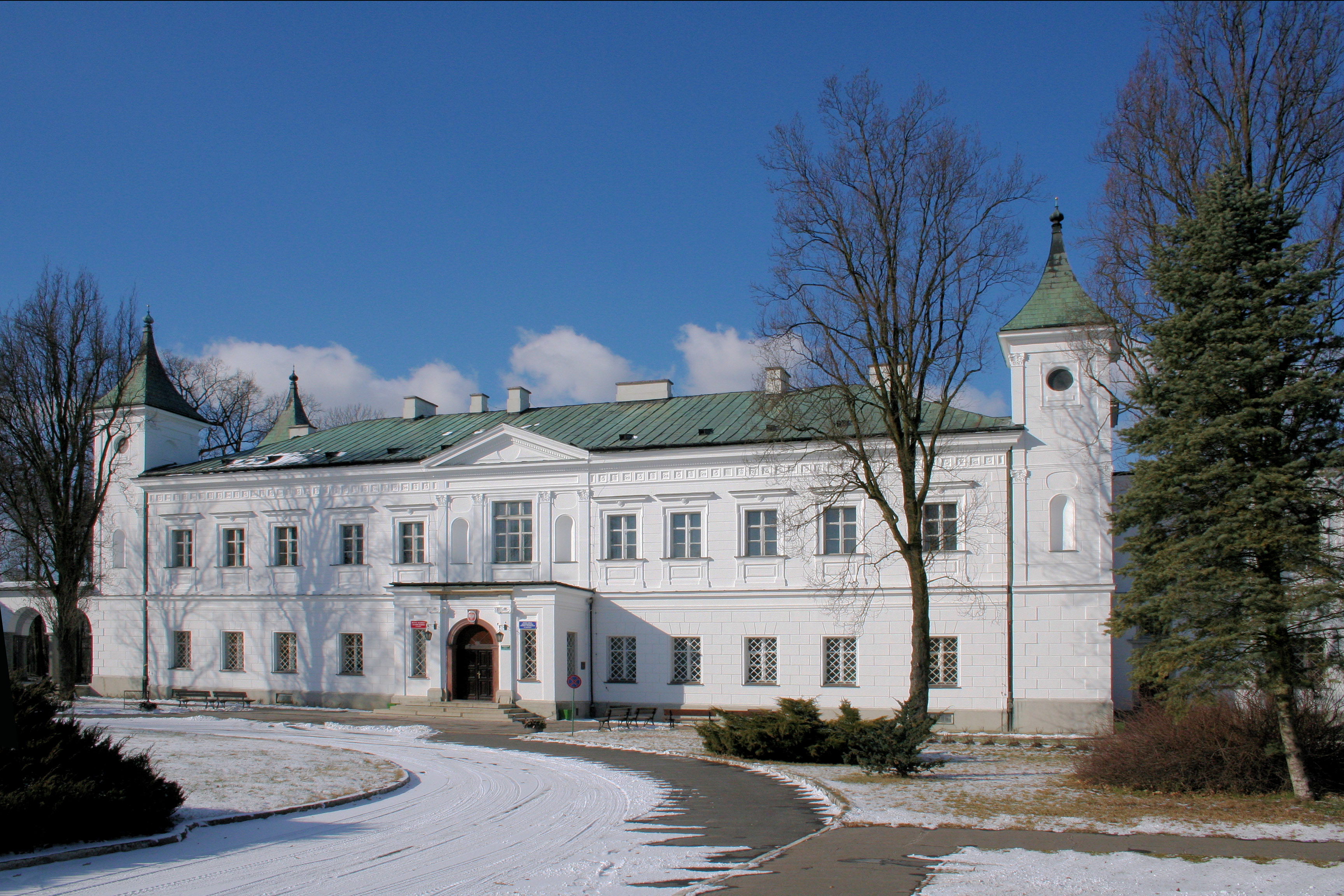
Pałac w Falentach

Franciszek Maria Lanci, wł. Francesco Maria Lanci (ur. 1799 w Fano, zm. 12 listopada 1875 w Warszawie) – polski architekt pochodzenia włoskiego; ojciec Witolda.

## Życiorys
Urodził się w mieście Fano w środkowych Włoszech. Studiował architekturę w rzymskiej Akademii św. Łukasza. Otrzymał złoty medal za pracę dyplomową – projekt restauracji rzymskiego kościoła S. Maria dell’Ara Coeli. W młodym wieku został profesorem honorowym Akademii.
W roku 1825 został zaproszony do Polski przez rodzinę Małachowskich, która powierzyła mu przebudowę rezydencji w Końskich.
Około roku 1830 prowadził odbudowę kościoła św. Jadwigi w Pępowie (pow. gostyński) któremu nadał styl gotyku angielskiego. Około roku 1830 otrzymał też zlecenie na projekt przebudowy zamku na Wawelu. Projekt nie został zrealizowany ze względu na wybuch powstania. W Krakowie zaprojektował wspólnie z rzeźbiarzem Paolo Filippim sarkofag Tadeusza Kościuszki.
1834-1839 sprawował Lanci urząd budowniczego gmachów akademickich Krakowa. W tym czasie zaprojektował też przebudowy średniowiecznych zamków w okolicach Krakowa, głównie dla rodziny Potockich.
Równocześnie 1836-1840 na zlecenie Edwarda Raczyńskiego zaprojektował i wzniósł Złotą Kaplicę w Poznaniu.
Około 1837 Lanci zbudował osiedle robotnicze i szpital w Dąbrowie Górniczej.
1844 Lanci zamieszkał w Warszawie. Na zlecenie Augusta Potockiego poszerzył lewe skrzydło pałacu w Wilanowie i zbudował kilka budynków gospodarczych. W tym czasie zrealizował kilka budynków w Warszawie.
Pałac w Falentach (gmina Raszyn, woj.mazowieckie) w swej dzisiejszej formie jest w przeważającej mierze dziełem Lanciego. W latach 1852–1857 nadał kilkakrotnie przebudowywanej rezydencji eklektyczny charakter, sytuując ją w nieokreślonej przestrzeni pomiędzy średniowieczem, renesansem, barokiem i klasycyzmem.
Około roku 1863 wskutek stopniowej utraty wzroku zaprzestał przyjmowania zleceń, ale do końca życia rysował niezrealizowane nigdy projekty.

## Lista realizacji Franciszka Marii Lanciego

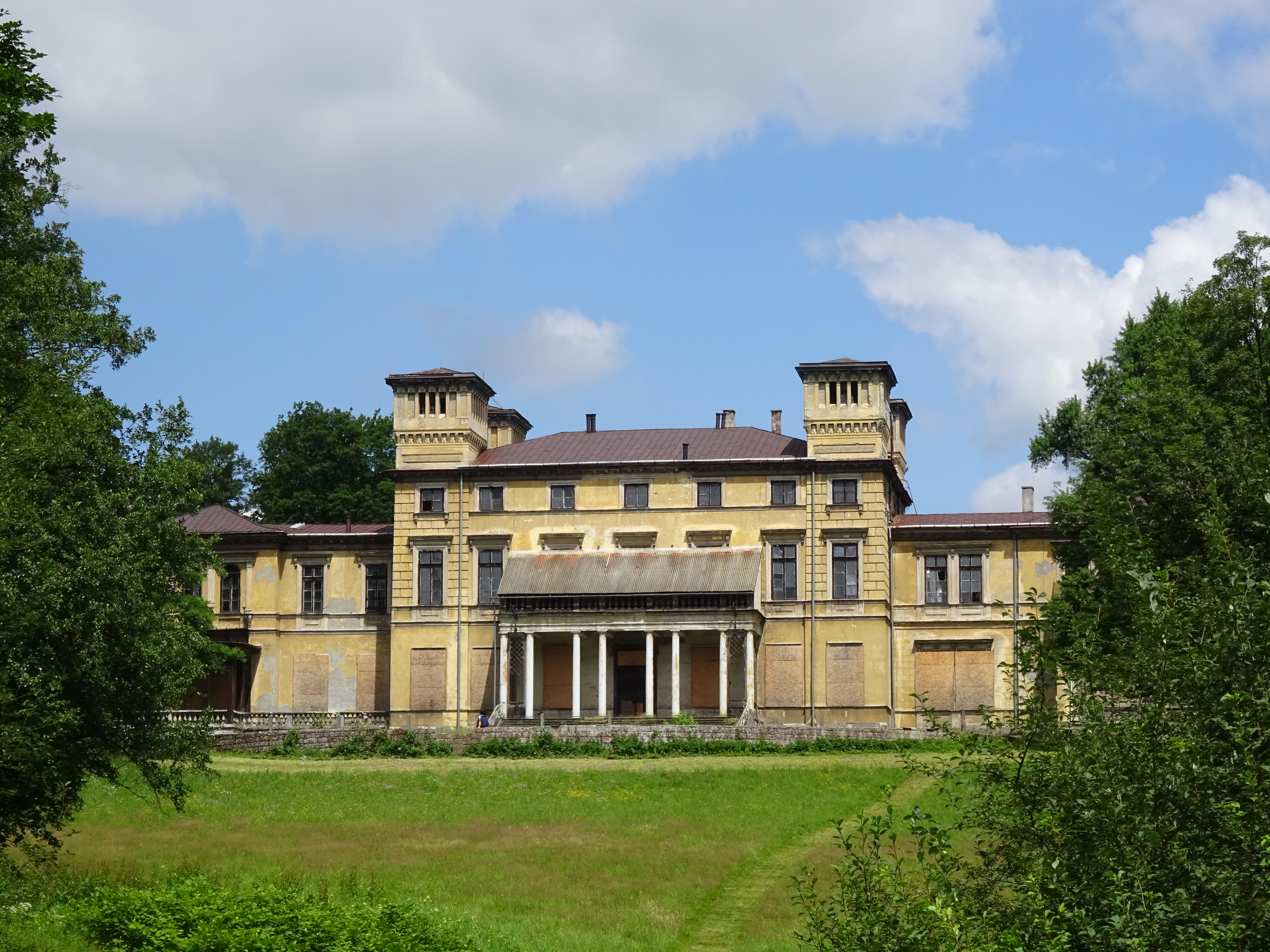
Pałac Potockich w Krzeszowicach

(według opracowania Pawła Giergonia )
- 1825 – Oranżeria Egipska w Końskich (dla Małachowskich)
- 1825 – Przebudowa gotyckiego kościoła w Końskich (dla Małachowskich)
- 1825 – Oranżeria w Białaczowie
- 1830 – Przebudowa kościoła św. Jadwigi w Pępowie
- 1830 – Przebudowa kaplicy Potockich na Wawelu
- 1830 – Projekt sarkofagu Tadeusza Kościuszki w krypcie św. Leonarda na Wawelu
- 1830 – Przebudowa zamku Tarnowskich w Dzikowie
- 1834 – Przebudowa zamku w Będzinie (dla Edwarda Raczyńskiego)
- 1835 – Przebudowa pałacu w Zagórzanach
- 1835 – Przebudowa zamku w Osieku
- 1835 – Budowa pałacu Ciechanowskich w Grodźcu (koło Będzina)
- 1836 – Przebudowa zamku w Zatorze (dla Maurycego Eustachego Potockiego)
- 1836 – Dobudowa neogotyckiej kruchty w kościele w Zatorze
- 1836 – Złota Kaplica w katedrze poznańskiej (dla Edwarda Raczyńskiego)
- 1836 – Przebudowa zamku w Zagórzanach koło Gorlic
- 1838 – Przebudowa w stylu angielskiego gotyku kościoła Wszystkich Świętych w Kórniku (dla Tytusa Działyńskiego)
- 1840 – Budynki użyteczności publicznej w Dąbrowie Górniczej
- 1840 – Pałac w Porębie Wielkiej koło Oświęcimia (dla Ignacego hr. Bobrowskiego)
- 1845 – Kościół w Borkowicach (wspólnie z Henrykiem Marconim)
- 1846 – Żółta Karczma na Służewie (Warszawa)
- 1846 – Przebudowa kościoła św. Katarzyny na Służewie (Warszawa)
- 1847 – Kamienica Potockich przy Krakowskim Przedmieściu 17 w Warszawie
- 1848 – Przebudowa pałacu w Falentach koło Warszawy
- 1848 – Przebudowa północnego skrzydła pałacu w Wilanowie (dla Potockich)
- 1848 – Budynki gospodarcze w Wilanowie
- 1850 – Pałac Potockich w Krzeszowicach
- 1850 – Pałac Rembielińskiego (Poznańskich, Lessera) w Alejach Ujazdowskich 8 w Warszawie
- 1850 – Przebudowa pałacyku w Ursynowie
- 1852 – Ratusz w Międzyrzecu Podlaskim
- 1852 – Pałac Potockich w Międzyrzecu Podlaskim
- 1858 – Pomnik nagrobny Elżbiety Urbanowskiej na Powązkach w Warszawie
- 1860 – Dom Kraszewskiego przy ul. Mokotowskiej 48 w Warszawie
- 1865 – Kościół w Chotomowie

## Twórczość
Twórczość Lanciego wyróżnia się na tle jemu współczesnych architektów. Historię architektury traktował jako inspirację do własnych projektów, a nie jako katalog detali do wielokrotnego użytku, stosowanych w architekturze eklektyzmu. Szczegóły architektoniczne jego dzieł cechowała lekkość i delikatność rysunku. Jego dzieła wyróżniały się oryginalnością na tle przeciętnej architektury tych czasów. Historyk architektury Aldona Bartczakowa w swojej monografii Lanciego dopatruje się jednak wpływu dzieł Karola Fryderyka Schinkla oraz angielskich publikacji architektonicznych.

## Wybrane realizacje
Najwcześniej zbudował Lanci oranżerię w Końskich. Budynek utrzymany w monumentalnym stylu egipskim uległ niestety przebudowie, mieści się w nim Miejski Dom Kultury.
Odbudowując kościół św. Jadwigi w Pępowie nadał mu styl neogotyku angielskiego.
Następnymi dziełami Lanciego na terenie Polski były przebudowy średniowiecznych zamków na terenie zaborów rosyjskiego i austriackiego. Do nich należą zamki w Zatorze, Będzinie i w Zagórzanach koło Gorlic. Przy przebudowie wprowadzał szczegóły architektury gotyku traktowane w duchu romantyzmu. Wieże zamkowe często nakrywał wysokimi dachami namiotowymi.
Złota Kaplica w Poznaniu, stanowiąca mauzoleum Mieszka I i Bolesława Chrobrego, powstała na miejscu zburzonej średniowiecznej kaplicy. Zgodnie z wolą fundatorów kaplica została utrzymana w romantycznie pojętym stylu bizantyjskim, jako mającym odpowiadać czasom pierwszych Piastów.
W kamienicy Potockich przy Krakowskim Przedmieściu 17 Lanci zastosował między szerokimi oknami parteru zestawione parami smukłe kolumienki żeliwne. Ściany pierwszego i drugiego piętra podzielone są parami wąskich pilastrów. Delikatne obramowania okien zwieńczone są na pierwszym piętrze pięciobocznymi tympanonami wypełnionymi rzeźbą, a drugiego prostymi gzymsami zakończonymi akroteriami.
W budynku ujeżdżalni w Wilanowie (obecnie Muzeum Plakatu) Lanci nawiązał do monumentalnego petersburskiego empiru.
W wielkiej willi – pałacu Poznańskich przy Al. Ujazdowskich róg Pięknej Lanci zastosował formy nawiązujące do klasycyzmu czasów Corazziego.

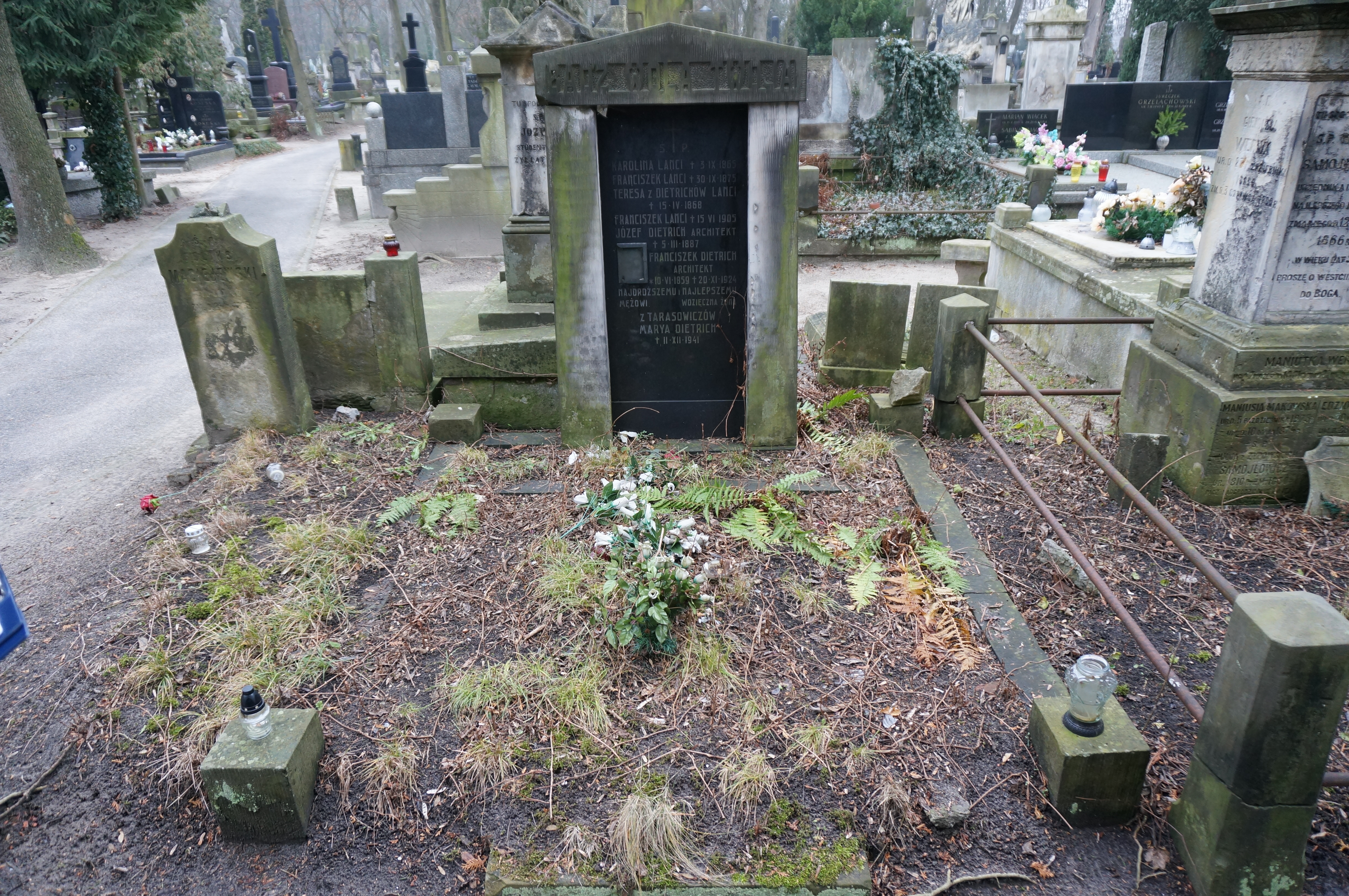
Grób Franciszka Marii Lanci na cmentarzu Powązkowskim

Pochowany na Powązkach w Warszawie (kwatera 177-3-26/27).

## Upamiętnienie
31 stycznia 1979 w Warszawie jednej z ulic na terenie obecnej dzielnicy Ursynów zostało nadane jego imię.

## Linki zewnętrzne

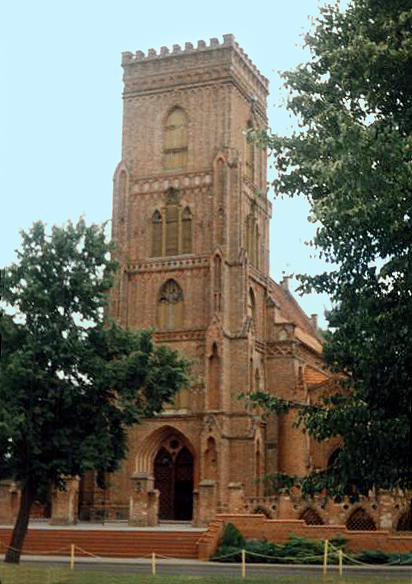
Kościół w Pępowie (1830)
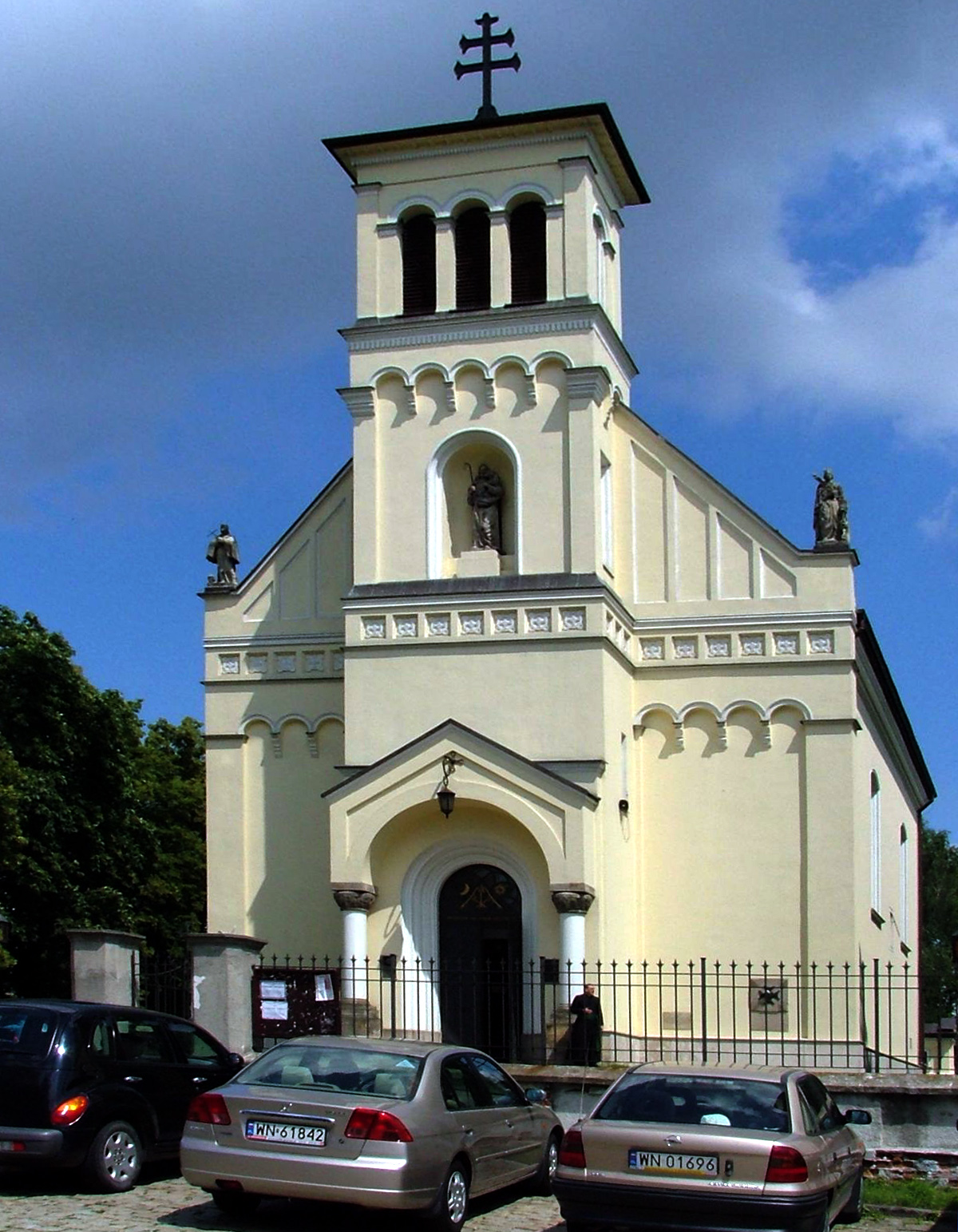
Kościół sw. Katarzyny na Służewie (1846)
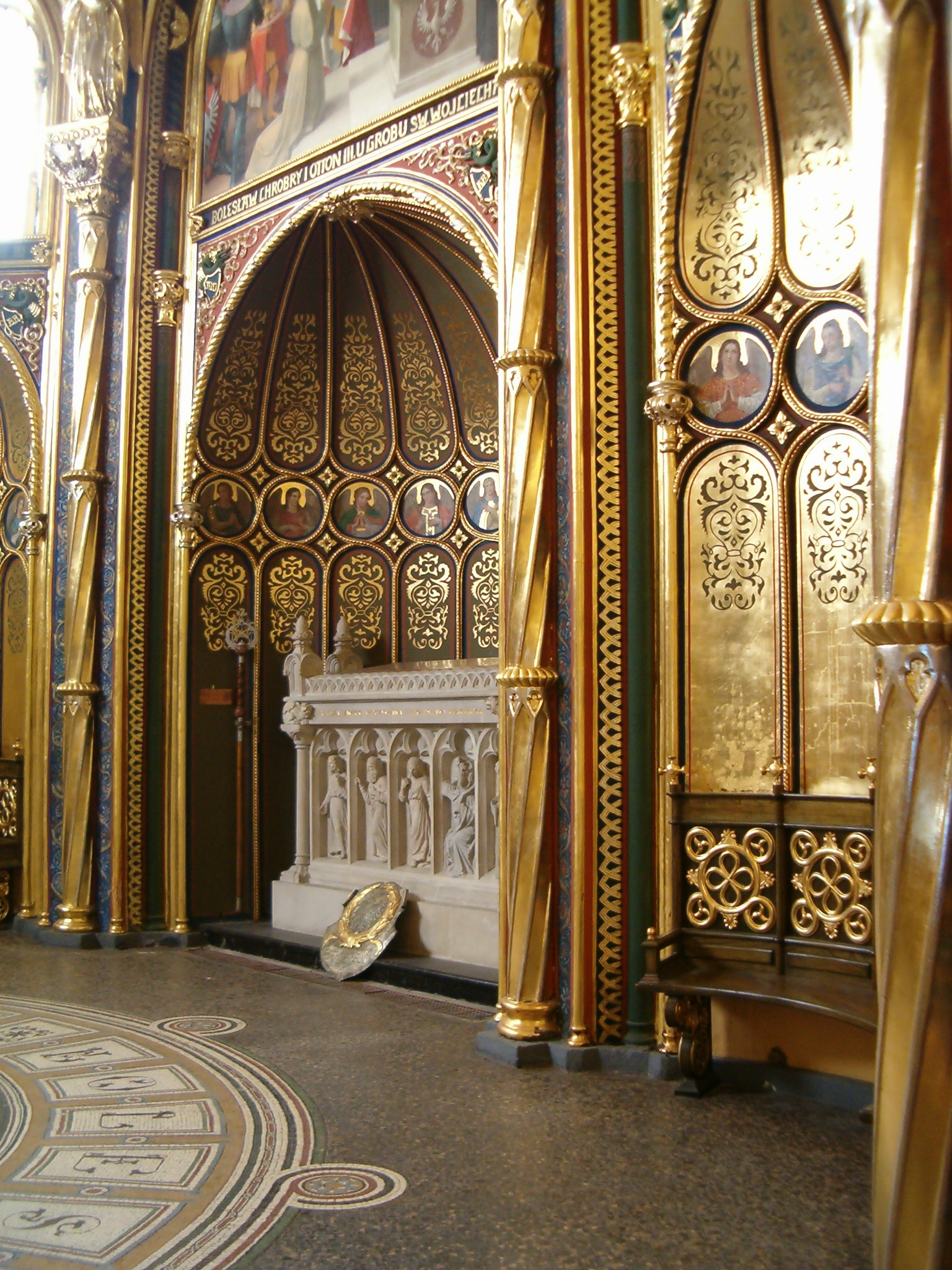
Grobowiec Mieszka I w Złotej Kaplicy w Poznaniu (1836)
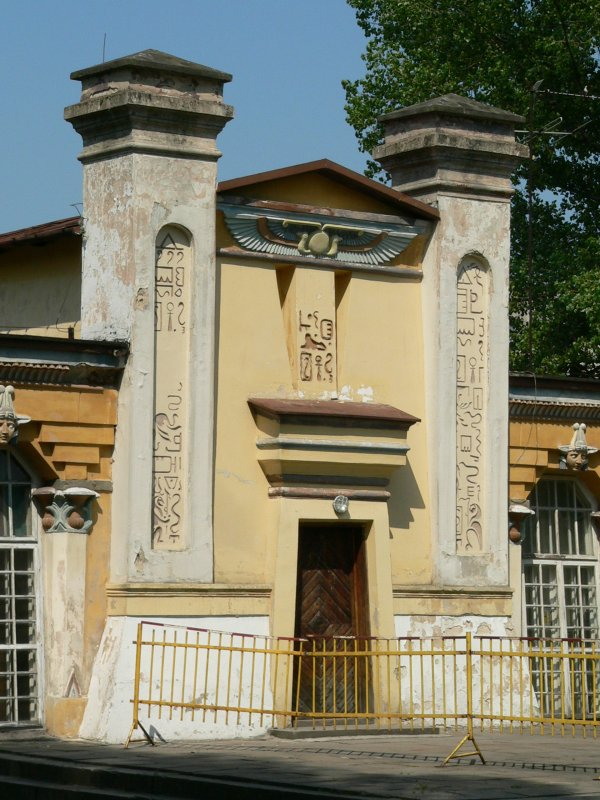
Oranżeria Egipska w Końskich (Miejski Dom Kultury) (1825)
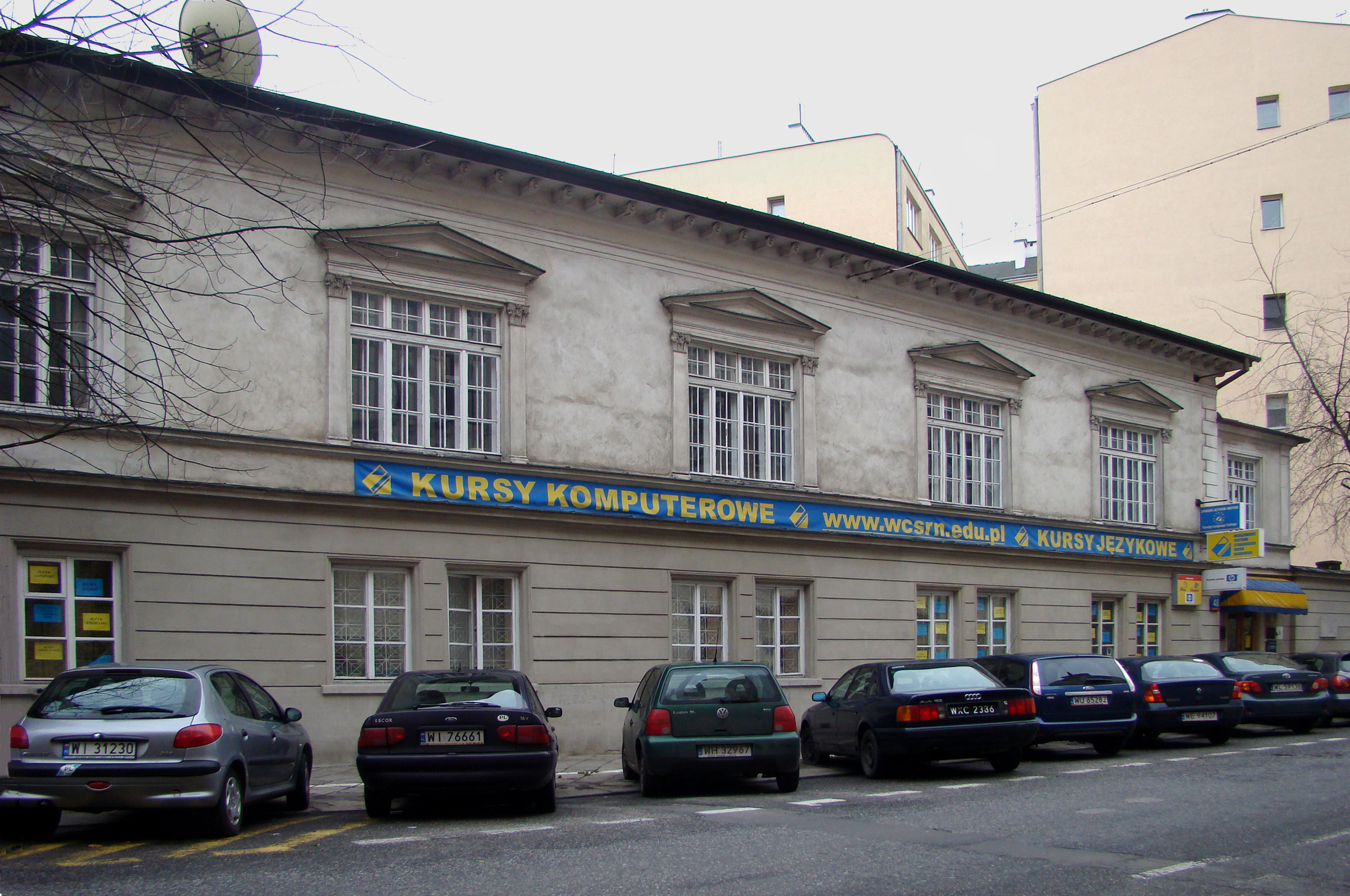
Dom przy ul. Mokotowskiej 48 w Warszawie (1860)
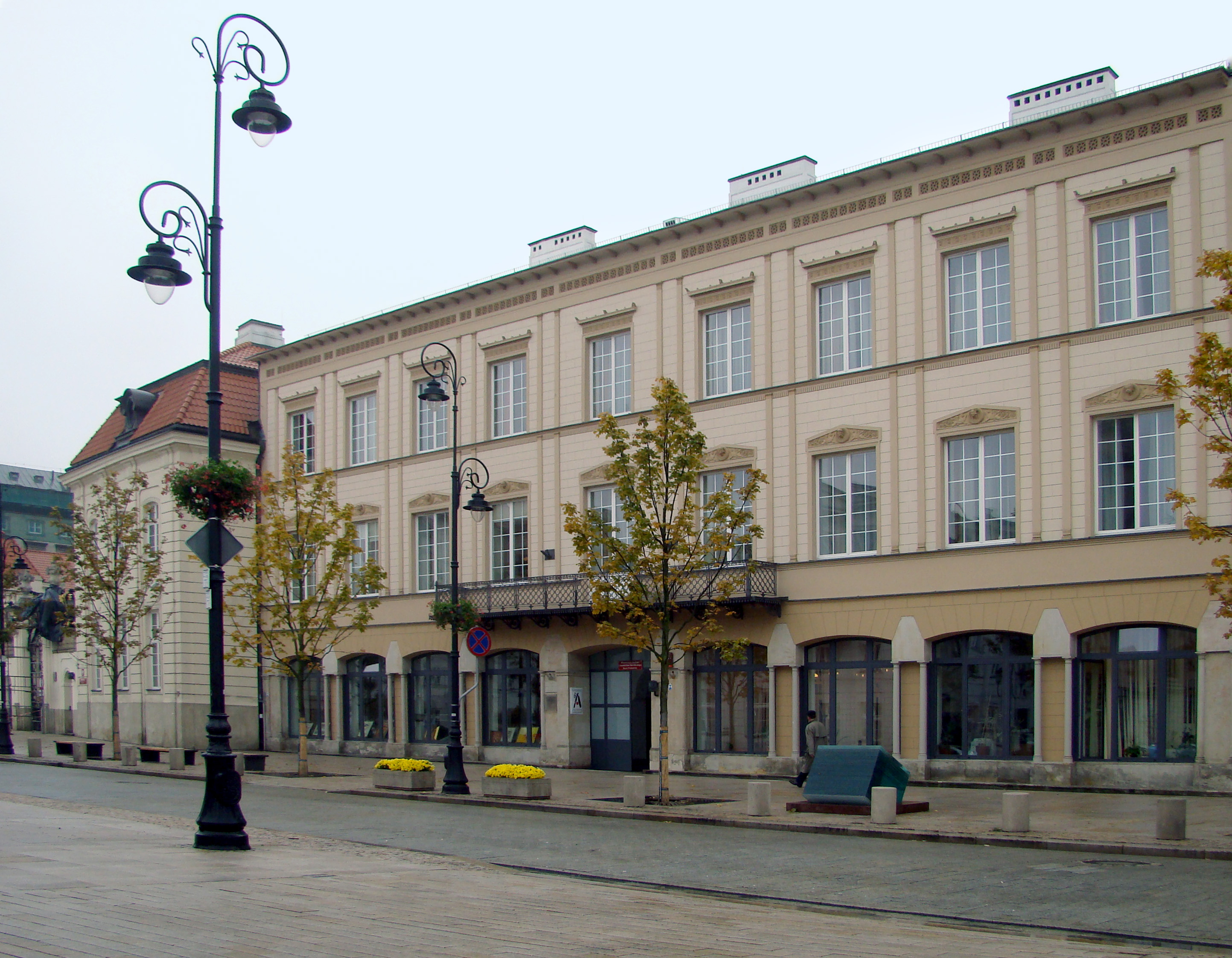
Kamienica Potockich przy Krakowskim Przedmieściu 17 w Warszawie (1847)
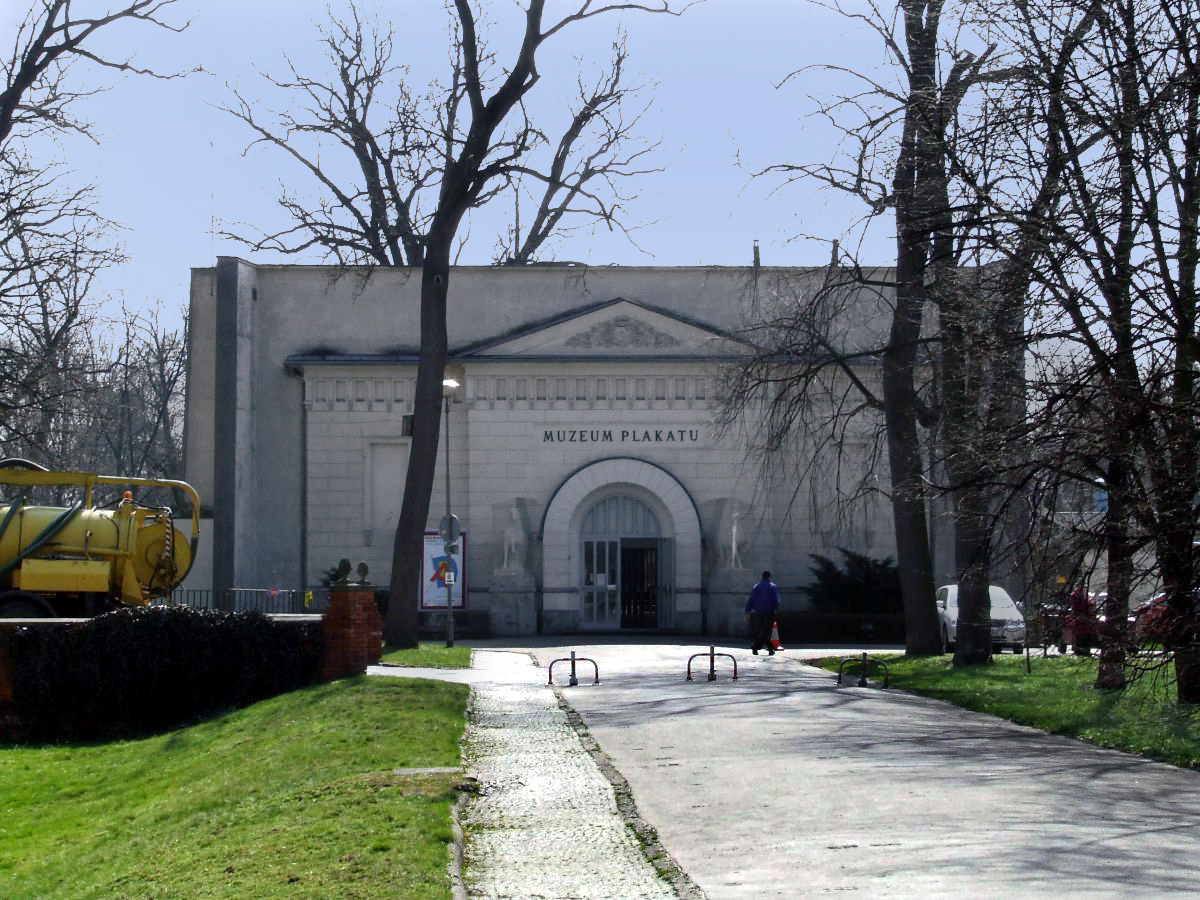
Ujeżdżalnia w Wilanowie (Muzeum Plakatu) (1848)
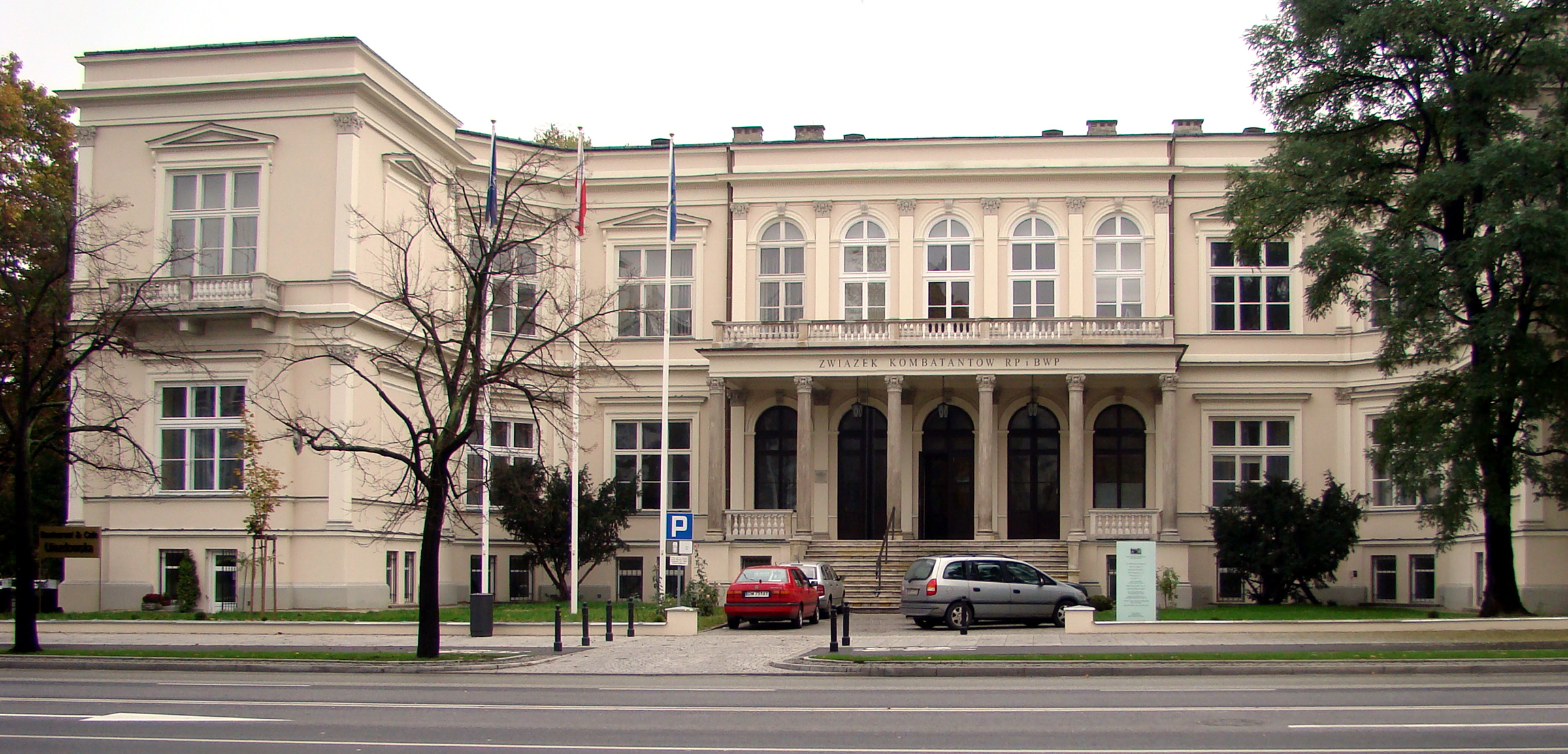
Pałac Poznańskich-Lessera w Warszawie (1850)